# Sandro Lauper
Sandro Mike Lauper (Oberdiessbach, 25 ottobre 1996) è un calciatore svizzero, centrocampista dello Young Boys.

## Carriera

### Club
Cresciuto nel settore giovanile dello Young Boys, nel 2015 si trasferisce al Thun. Impostosi rapidamente come titolare, il 29 giugno 2017 rinnova con la squadra bernese fino al 2021. Il 17 maggio 2018 viene acquistato dallo Young Boys, con cui firma un quadriennale, facendo così ritorno nella squadra di Berna.

### Nazionale
Ha esordito con la nazionale under-21 svizzera il 10 novembre 2016, nell'amichevole vinta per 1-2 contro la Russia. Nel 2021 è stato convocato con la nazionale maggiore per le qualificazioni ai mondiali 2022, senza però scendere in campo.

## Statistiche

### Presenze e reti nei club
Statistiche aggiornate al 14 aprile 2025.
| Stagione          | Squadra           | Campionato        | Campionato | Campionato | Coppe nazionali | Coppe nazionali | Coppe nazionali | Coppe continentali | Coppe continentali | Coppe continentali | Altre coppe | Altre coppe | Altre coppe | Totale | Totale | Totale |
| Stagione          | Squadra           | Comp              | Pres       | Reti       | Comp            | Pres            | Reti            | Comp               | Pres               | Reti               | Comp        | Pres        | Reti        | Pres   | Reti   |        |
| ----------------- | ----------------- | ----------------- | ---------- | ---------- | --------------- | --------------- | --------------- | ------------------ | ------------------ | ------------------ | ----------- | ----------- | ----------- | ------ | ------ | ------ |
| 2015-2016         | Thun              | SL                | 6          | 0          | CS              | 2               | 0               | UEL                | 0                  | 0                  | -           | -           | -           | 8      | 0      |        |
| 2016-2017         | Thun              | SL                | 26         | 1          | CS              | 1               | 0               | -                  | -                  | -                  | -           | -           | -           | 27     | 1      |        |
| 2017-2018         | Thun              | SL                | 33         | 3          | CS              | 4               | 0               | -                  | -                  | -                  | -           | -           | -           | 37     | 3      |        |
| Totale Thun       | Totale Thun       | Totale Thun       | 65         | 4          |                 | 7               | 0               |                    | 0                  | 0                  |             | -           | -           | 72     | 4      |        |
| 2018-2019         | Young Boys        | SL                | 28         | 1          | CS              | 2               | 0               | UCL                | 5                  | 0                  | -           | -           | -           | 35     | 1      |        |
| 2019-2020         | Young Boys        | SL                | -          | -          | CS              | -               | -               | UCL+UEL            | -                  | -                  | -           | -           | -           | -      | -      |        |
| 2020-2021         | Young Boys        | SL                | 20         | 4          | CS              | 1               | 0               | UEL                | 4                  | 0                  | -           | -           | -           | 25     | 4      |        |
| 2021-2022         | Young Boys        | SL                | 27         | 0          | CS              | 1               | 0               | UCL                | 9                  | 0                  | -           | -           | -           | 37     | 0      |        |
| 2022-2023         | Young Boys        | SL                | 20         | 2          | CS              | 4               | 1               |                    | -                  | -                  | -           | -           | -           | 24     | 3      |        |
| 2023-2024         | Young Boys        | SL                | 29         | 1          | CS              | 2               | 0               | UCL+UEL            | 6+2                | 0+0                | -           | -           | -           | 39     | 1      |        |
| 2024-2025         | Young Boys        | SL                | 23         | 0          | CS              | 4               | 1               | UCL                | 9                  | 0                  | -           | -           | -           | 36     | 1      |        |
| Totale Young Boys | Totale Young Boys | Totale Young Boys | 147        | 8          |                 | 14              | 2               |                    | 35                 | 0                  |             | -           | -           | 196    | 10     |        |
| Totale carriera   | Totale carriera   | Totale carriera   | 212        | 12         |                 | 21              | 2               |                    | 35                 | 0                  |             | -           | -           | 268    | 14     |        |

### Cronologia presenze e reti in nazionale
| Cronologia completa delle presenze e delle reti in nazionale ― Svizzera under 21 | Cronologia completa delle presenze e delle reti in nazionale ― Svizzera under 21 | Cronologia completa delle presenze e delle reti in nazionale ― Svizzera under 21 | Cronologia completa delle presenze e delle reti in nazionale ― Svizzera under 21 | Cronologia completa delle presenze e delle reti in nazionale ― Svizzera under 21 | Cronologia completa delle presenze e delle reti in nazionale ― Svizzera under 21 | Cronologia completa delle presenze e delle reti in nazionale ― Svizzera under 21 | Cronologia completa delle presenze e delle reti in nazionale ― Svizzera under 21 |
| Data                                                                             | Città                                                                            | In casa                                                                          | Risultato                                                                        | Ospiti                                                                           | Competizione                                                                     | Reti                                                                             | Note                                                                             |
| -------------------------------------------------------------------------------- | -------------------------------------------------------------------------------- | -------------------------------------------------------------------------------- | -------------------------------------------------------------------------------- | -------------------------------------------------------------------------------- | -------------------------------------------------------------------------------- | -------------------------------------------------------------------------------- | -------------------------------------------------------------------------------- |
| 10-11-2016                                                                       | Marbella                                                                         | Russia under 21                                                                  | 1 – 2                                                                            | Svizzera under 21                                                                | Amichevole                                                                       | -                                                                                | 85’                                                                              |
| 14-11-2016                                                                       | Marbella                                                                         | Svizzera under 21                                                                | 3 – 2                                                                            | Russia under 21                                                                  | Amichevole                                                                       | -                                                                                |                                                                                  |
| 6-10-2017                                                                        | Lugano                                                                           | Svizzera under 21                                                                | 0 – 2                                                                            | Romania under 21                                                                 | Qual. Europeo Under-21 2019                                                      | -                                                                                |                                                                                  |
| 10-10-2017                                                                       | Vaduz                                                                            | Liechtenstein under 21                                                           | 0 – 2                                                                            | Svizzera under 21                                                                | Qual. Europeo Under-21 2019                                                      | -                                                                                |                                                                                  |
| 14-11-2017                                                                       | Paços de Ferreira                                                                | Portogallo under 21                                                              | 2 – 1                                                                            | Svizzera under 21                                                                | Qual. Europeo Under-21 2019                                                      | -                                                                                |                                                                                  |
| 27-3-2018                                                                        | Neuchâtel                                                                        | Svizzera under 21                                                                | 2 – 4                                                                            | Portogallo under 21                                                              | Qual. Europeo Under-21 2019                                                      | -                                                                                | 35’                                                                              |
| 25-5-2018                                                                        | Bienne                                                                           | Svizzera under 21                                                                | 2 – 1                                                                            | Francia under 21                                                                 | Amichevole                                                                       | -                                                                                | 67’                                                                              |
| Totale                                                                           |                                                                                  | Presenze                                                                         | 7                                                                                |                                                                                  | Reti                                                                             | 0                                                                                |                                                                                  |

## Palmarès

### Club

#### Competizioni nazionali
- Campionato svizzero: 5

Young Boys: 2018-2019, 2019-2020, 2020-2021, 2022-2023, 2023-2024
- Coppa Svizzera: 1

Young Boys: 2022-2023